# Sender Hörby

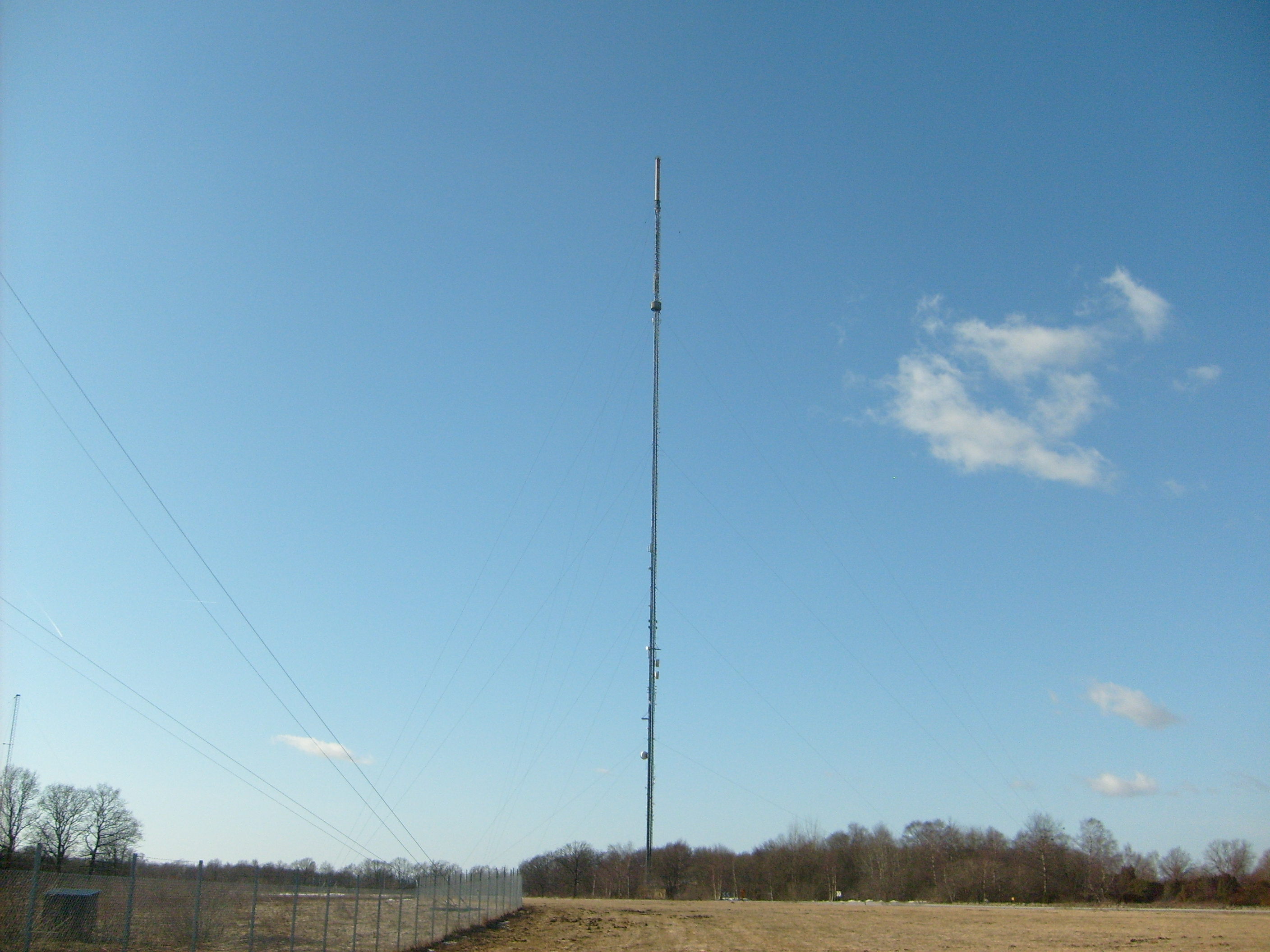
Der Sendemast für UKW- und TV-Rundfunk in Hörby, abgespanntes Stahlfachwerk, 323 m hoch, Baujahr 1959

Der Sender Hörby besteht seit 1937. Anfänglich wurde von dort auf Mittelwelle 1.178 kHz gesendet. Es war Schwedens einziger kommerzieller Radiosender, der auch auf Kurzwellenfrequenzen sendete. Die Kurzwelle wurde hauptsächlich für Sendungen des internationalen Programms von Sveriges Radio zur Information von Schweden im Ausland verwendet. Seit 1959 werden auch Programme für UKW- und Fernsehrundfunk ausgestrahlt.

## Geschichte

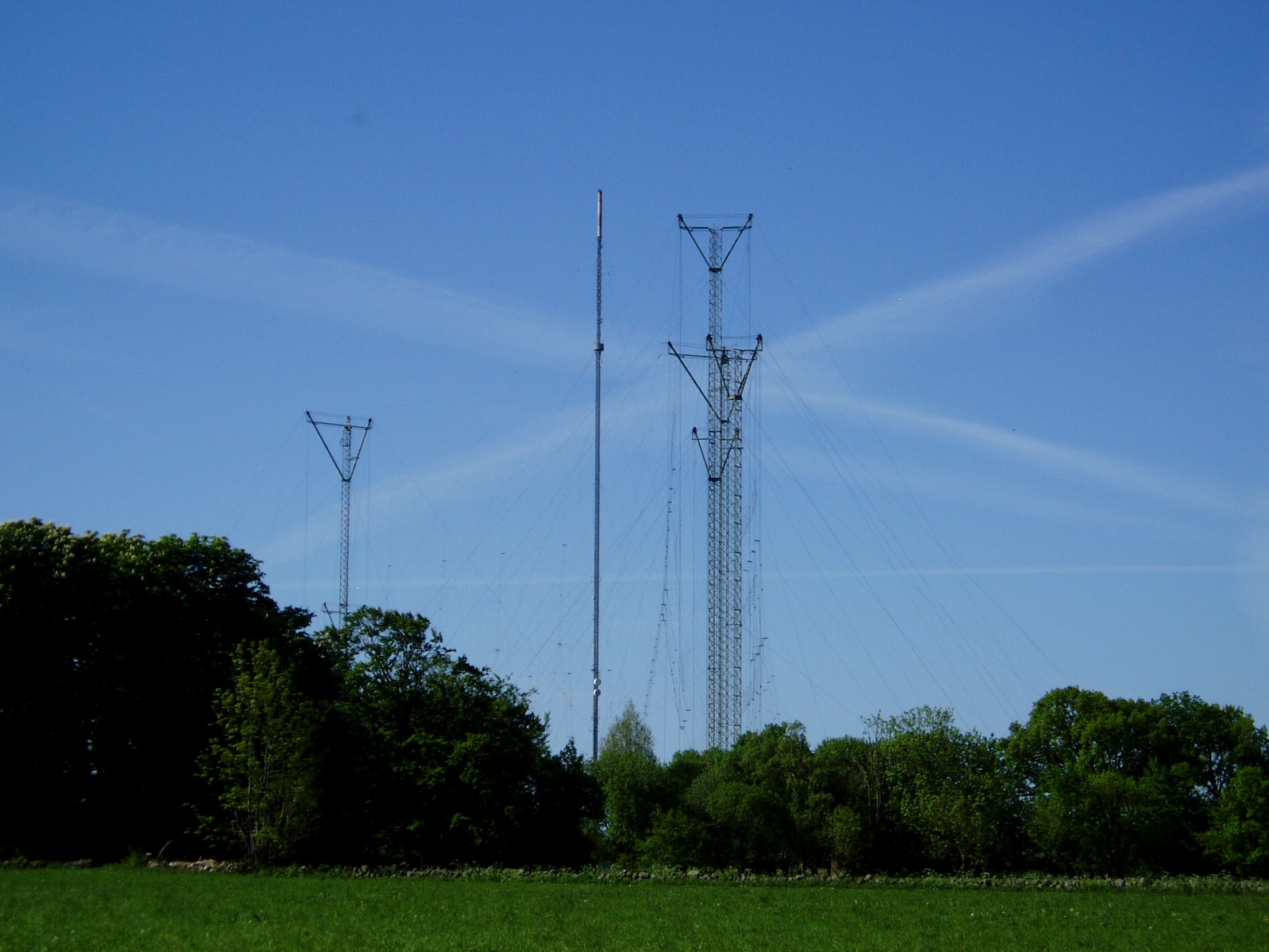
Kurzwellenantennen und der UKW- und Fernseh-Antennenträger in der Mitte (2010)

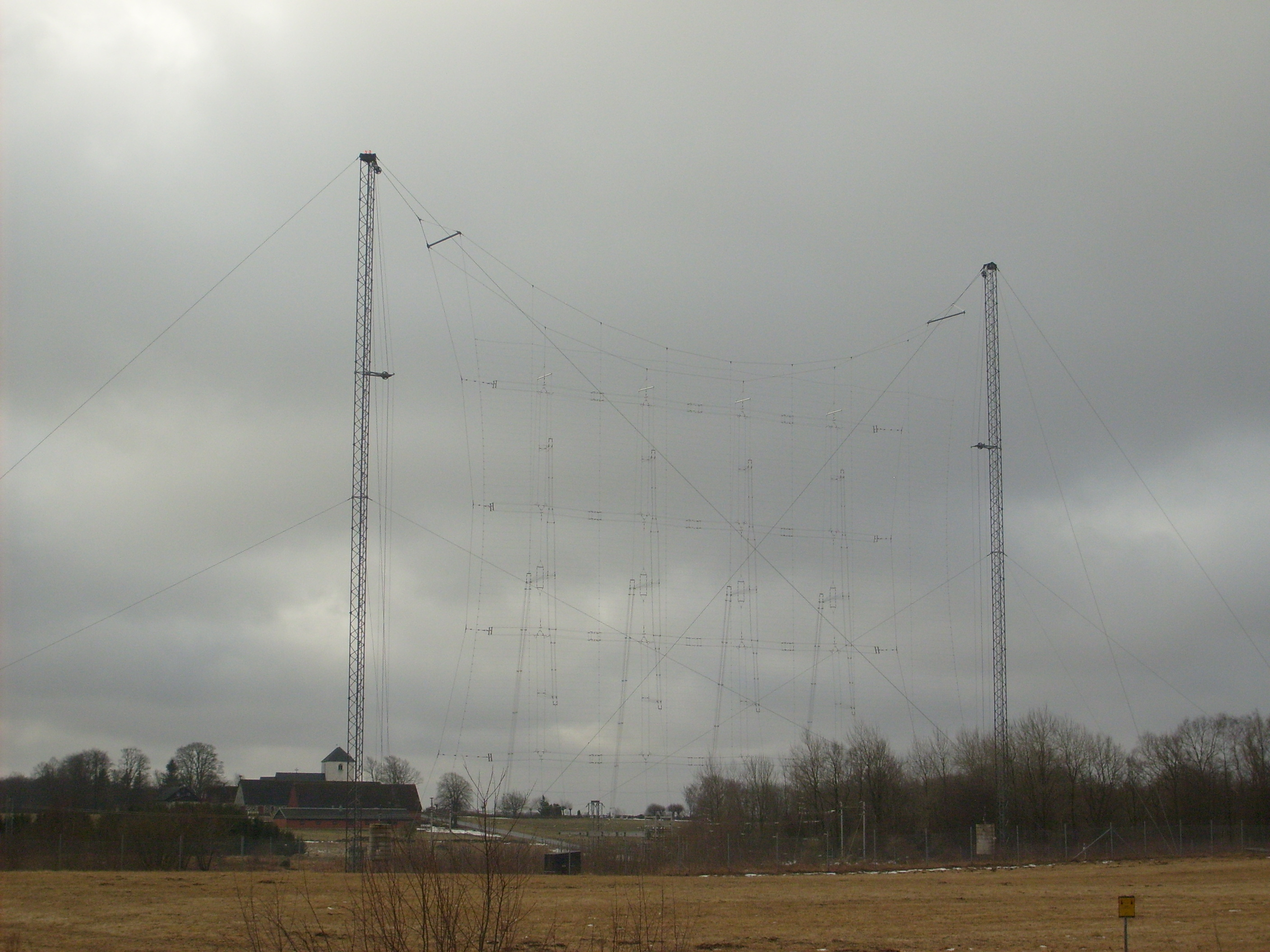
Die Vorhangantenne „G1“ der KW-Station Hörby. Abgerissen 2011

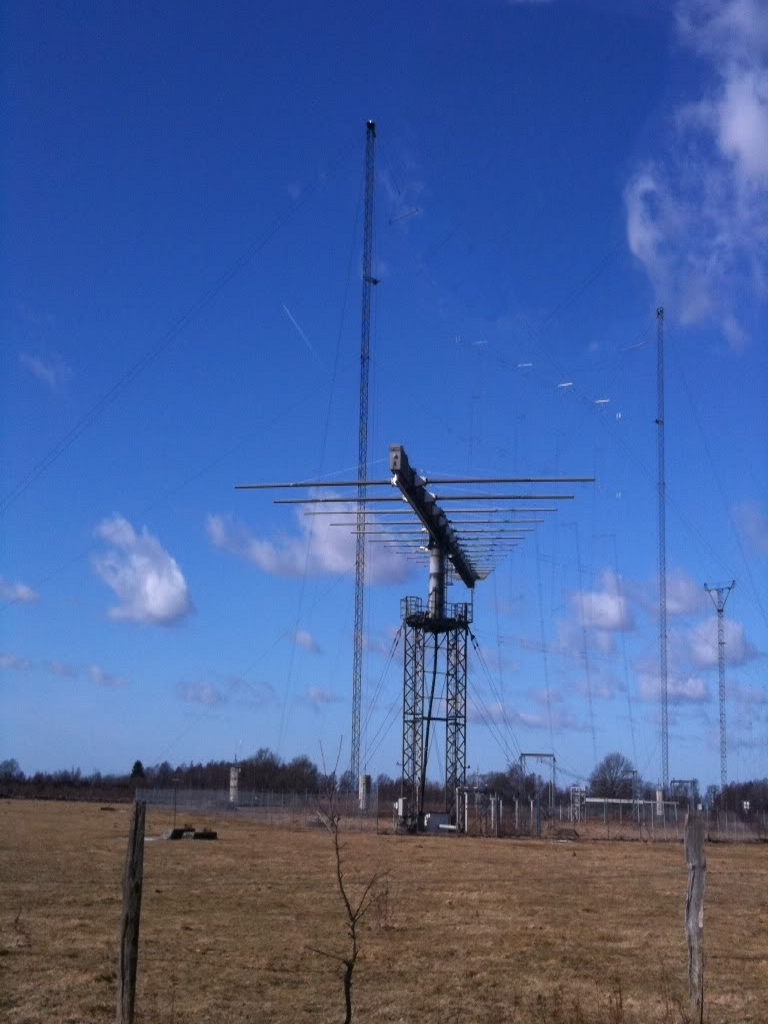
Eine der ehemals zwei LogPer-Antennen in Hörby, dahinter die Vorhangantennen.

### Standortwahl
Der Standort Hörby wurde für die Mittel- und Kurzwellensender gewählt, damit sie im Süden von Schweden so weit wie möglich von den störenden Polarlichtern entfernt und dem Kontinent so nahe wie möglich waren.

### Mittelwelle
Der erste Sender Hörby war ein kleiner 10-kW-Sender in Karlsfälts, einige Kilometer vom heutigen Betriebsgelände entfernt. Er war seit 1928 in Betrieb, bis 1937 die Räumlichkeiten in Östra Sallerup, ca. 8 km südlich von Hörby, mit einem neuen 100-kW-Mittelwellensender von Telefunken fertiggestellt wurden. Als Antenne diente am neuen Ort ein abgespannter 130 m hoher Stahlgittermast. Der Sender musste bis 1947 in Betrieb bleiben, weil es während des Krieges schwierig war, neue Röhren und andere Ersatzteile zu bekommen. Ein neuer 100-kW-Sender konnte erst nach dem Krieg bei Standard Electric & Cables Ltd in Großbritannien bestellt und aufgebaut werden. Dieser Sender musste in seinen letzten Jahren mit erheblichem Aufwand in Betrieb gehalten werden, bis schließlich 1985 der Mittelwellensender Sölvesborg auf 1.179 kHz mit 600 kW in Betrieb genommen werden konnte. Der Sender in Hörby wurde nach der Abschaltung sofort verschrottet. Der Sendemast wurde im Frühjahr 1985 gesprengt und verschrottet. Der alte Sender aus dem Jahr 1937, der bis dahin als Reserve vorgehalten wurde, ist jetzt im Sendermuseum Königs Wusterhausen zu sehen.

### Kurzwelle
Seit dem 1. Juli 1938 gab es regelmäßige Probesendungen an Mittwoch- und Samstag-Abenden.
Die Sendungen in deutscher Sprache über Kurzwelle (6.065 kHz, 49 m) begannen offiziell erst am 8. Mai 1952, als sie auch vom Langwellensender Motala übertragen wurden.
Ende der 1960er Jahre wurden zwei neue Kurzwellensender von Thomson bestellt, die Anfang der 1970er Jahre installiert wurden. Sie ersetzten die beiden bereits beim Kauf leicht gebrauchten Marconi-Sender aus den späten 1940er Jahren. Der Wirkungsgrad der betagten Sender betrug nur ca. 50 %. Nach 20 Betriebsjahren wurden sie außer Betrieb genommen, weil die Hochspannungs-Öl-Kondensatoren Polychlorierte Biphenyle enthielten. Offiziell wurden sie verschrottet, fanden aber tatsächlich Verwendung als Ersatzsender, einer in der Kurzwellenstation vom norwegischen Staatsrundfunk NRK in Fredrikstad und der andere in Gambia. 1992 wurden drei effizienter arbeitende Kurzwellensender (PDM-moduliert) mit 500 kW vom Hersteller Thales Swiss installiert. Sie waren für Frequenzen zwischen 5.800 und 21.600 kHz nutzbar.

### Antennen
Der Antennenpark bestand aus neun Vorhangantennen in den Richtungen 70, 150, 190, 250 und 290 Grad und zwei logarithmisch-periodischen Antennen, die zwischen 0 und 360 Grad drehbar waren. Eine befand sich neben der südlichen Vorhangantenne G1 auf einem 60 m hohen Fachwerkmast, der jedoch 1999 während eines Wintersturms umstürzte. Diese Antenne wurde nicht wieder aufgebaut.
Die Station war während der Bürozeiten besetzt, während der übrigen Zeiten wurde sie ferngesteuert. Von Hörby aus wurde auch der Mittelwellensender in Sölvesborg ferngesteuert.
Alle Sendungen auf Kurzwelle aus Schweden endeten am 31. Oktober 2010.
Anfang April 2011 wurde der Antennenpark komplett abgerissen, da es als aussichtslos galt, einen neuen Mieter zu finden, der als Nachfolger für Radio Schweden eintreten könnte. Die Kurzwellensender wurden von Radio Nederland Wereldomroep, RNW, gekauft und im Frühjahr 2011 für ein neues Leben für 5 bis 6 Jahre am Senderstandort von RNW in Madagaskar installiert.

## Heutige Nutzung
Vom Senderstandort Hörby werden heute diverse UKW- und TV-Rundfunk-Programme abgestrahlt. Bereits 1959 wurde für diesen Zweck ein 323 m hoher abgespannter Stahlfachwerkmast als Antennenträger errichtet. Der Mast war bei seiner Einweihung am 1. Oktober 1959 eines der höchsten Bauwerke Europas. Er trägt neben diversen Richtfunkantennen vor allem die Antennen für den UKW- und Fernsehrundfunk. Die UKW-Aussendungen sind im benachbarten Dänemark wie auch teilweise in Deutschland, namentlich auf der Insel Rügen und im nördlichen Rest Mecklenburg-Vorpommerns, zu empfangen.

### Analoger UKW-Hörfunk
| Sendeanstalt | Inhalt (Stand Juli 2012)                  | Bereich/ Kanal | Leistung ERP (kW) |
| ------------ | ----------------------------------------- | -------------- | ----------------- |
| SR P1        | UKW-Hörfunk, Nationales Programm          | FM 88,8        | 60                |
| SR P4        | UKW-Hörfunk, regional, Radio Malmöhus     | FM 89,5        | 5                 |
| SR P2        | UKW-Hörfunk, regional, P2 Riks            | FM 92,4        | 60                |
| SR P3        | UKW-Hörfunk, Nationales Programm          | FM 97,0        | 60                |
| SR P4        | UKW-Hörfunk, regional, Radio Kristianstad | FM 101,4       | 60                |

### Fernseh-Rundfunk vor der Umstellung auf DVB-T
Fernseh-Rundfunk vor der Umstellung auf DVB-T:
| Bereich Kanal | Frequenz (MHz) | Programm      | ERP (kW) | Strahlrichtung rund (ND)/ gerichtet (D) | Polarisation horizontal (H)/ vertikal (V) |
| ------------- | -------------- | ------------- | -------- | --------------------------------------- | ----------------------------------------- |
| UHF 33        | 567,25         | SVT 2 (Malmö) | 1000     | ND                                      | H                                         |
| UHF 43        | 647,25         | SVT 1         | 1000     | ND                                      | H                                         |
| UHF 50        | 703,25         | TV4 (Malmö)   | 1000     | ND                                      | H                                         |

### Gesamte Kanalbelegung nach der Umstellung auf DVB-T2
Gesamte Kanalbelegung nach der Umstellung auf DVB-T2:
| Sender/ MUX | Inhalt (Stand Juli 2021) | Frequenz/ Kanal |
| ----------- | --- | --------------- |
| SR P1       | UKW-Hörfunk, Nationales Programm | 88,8 MHz        |
| SR P4       | UKW-Hörfunk, Radio Malmöhus | 89,5 MHz        |
| SR P2       | UKW-Hörfunk, P2 Riks | 92,4 MHz        |
| SR P3       | UKW-Hörfunk, Nationales Programm | 97,0 MHz        |
| SR P4       | UKW-Hörfunk, Radio Kristianstad | 101,4 MHz       |
| MUX 1       | Kunskaps Kanalen, SVT BARN, svt24, svt1, svt2, SVT1 Helsingborg, SVT1 Skåne, SVT2 Helsingborg, SVT2 Skåne | UHF 41          |
| MUX 2       | TV3 SKÅNE, TV4 Skåne, Kanal 5 Skåne, TV1, TV2, TV3, TV4, TV6, TV7, TV9, TV11, History | UHF 25          |
| MUX 3       | TV8, TV10, TV12, Discovery Channel, Eurosport 1, MTV, Nickelodeon, Paramount Network, TLC | UHF 43          |
| MUX 4       | leer | -               |
| MUX 5       | AxessTV, BBC earth, BBC World News, C More First, C MORE Golf SF-KANALEN, C MORE SERIES, CN Cartoon Network, CNN, Eurosport 2, Godare Food, ID, NATIONAL GEOGRAPHIC WILD, nickjr., Vfilm Premiere, VSeries, Vsport1, Vsport MOTOR, Vsport Premium | UHF 30          |
| MUX 6       | TV3 HD, TV4 HD, TV5 hd, animal planet HD, svt1 HD, svt2 HD, TV3 HD Skåne, TV4 HD Skåne, Kanal 5 HD Skåne, SVT1 HD Skåne, SVT2 HD Skåne | UHF 22          |
| MUX 7       | Al Jazeerah, C MORE FOTBOL&STARS HD, C MORE HOCKEY, C MORE LIVE HITS, FIGHT SPORTS, NATIONAL GEOGRAPHIC CHANNEL HD, SPORT KANALEN HD, Vsport EXTRA                                                                                                | VHF 10          |

Alle Mux senden in DVB-T2. Mux 7 sendet im VHF-Bereich, weil am Standort Hörby kein UHF-Kanal mehr frei ist.

### Videos vom Abbruch der Antennen am 2. April 2011
- apholmstedt: Video 1: Abbruch der Log-Per Antenne bei Hörby-Radio 2011. In: YouTube. 5. April 2011, abgerufen am 29. Mai 2019.
- apholmstedt: Video 2: Abbruch der Vorhangantennen bei Hörby-Radio 2011. In: YouTube. 5. April 2011, abgerufen am 29. Mai 2019.
- apholmstedt: Video 3: Abbruch der Vorhangantennen bei Hörby-Radio 2011. In: YouTube. 5. April 2011, abgerufen am 29. Mai 2019.
- apholmstedt: Video 4: Abbruch der Vorhangantennen bei Hörby-Radio 2011. In: YouTube. 5. April 2011, abgerufen am 29. Mai 2019.
- apholmstedt: Video 5: Abbruch der Vorhangantennen bei Hörby-Radio 2011. In: YouTube. 5. April 2011, abgerufen am 29. Mai 2019.
- apholmstedt: Video 6: Abbruch der Vorhangantennen bei Hörby-Radio 2011. In: YouTube. 5. April 2011, abgerufen am 29. Mai 2019.